# نافاجو
النافاجو (بالإنجليزية: Navajo) أحد الشعوب الأمريكية الأصلية في الجنوب الغربي من الولايات المتحدة الأمريكية. وهي ثاني أكبر قبيلة معترف بها فيدرالياً في الولايات المتحدة الأمريكية بعد قبيلة شيروكي، حيث يبلغ تعدادهم 300,460 نسمة اعتبارًا من 2015. تشكل أمة نافاجو هيئة حكومية مستقلة تدير محمية نافاجو في منطقة الزوايا الأربع، تشمل أكثر من 27,000 ميل مربع من الأراضي في أريزونا، يوتا، ونيو مكسيكو. يتحدث اللغة نافاجو في جميع أنحاء المنطقة مع معظم القبيلة الناطقة باللغة الإنجليزية أيضا.
الولايات التي يقطنها أكبر عدد من النافاجو هي أريزونا (140,263) ونيو مكسيكو (108,306). حيث أن أكثر من ثلاثة أرباع سكان نافاجو يقيمون في هاتين الولايتين.

## تاريخ
في البداية، كان النافاجو بالأساس صيّادين وجامعيّين. في وقت لاحق، تبنّوا الزراعة من شعوب البويبلو، وزرعوا بشكل أساسيّ "الأخوات الثلاث" التقليديّين الأمريكيّين الأصليّين من الذرة والفاصوليا والقرع. تبنّوا رعي الأغنام والماعز من الإسبان كمصدر رئيسيّ للتجارة والغذاء. أصبحت اللحوم ضروريّة في نظام نافاجو الغذائيّ حتّى أنّ أصبحت الأغنام شكلًا من أشكال العملة والوضع العائليّ. بدأت النساء في غزل ونسج الصوف في البطانيّات والملابس. لقد ابتكروا عناصر ذات تعبير فنيّ عالي القيمة، والتي تمّ تداولها وبيعها أيضا.

## الحضارة
يأتي اسم "نافاجو" من أواخر القرن 18 عبر الإسبانيّة (Apaches de) Navajó "(Apaches) Navajó"، والتي اشتقّت من Tewa navahū "الحقول الزراعيّة المجاورة للوادي". يطلق النافاجو على أنفسهم اسم دينيه. (Diné)، مثل الأباتشيّين، كان النافاجو شبه بدويّين من القرن 16 حتّى القرن 20. كان لمجموعات القرابة الممتدّة مناطق سكنيّة موسميّة لاستيعاب الماشية والزراعة وممارسات الجمع. وكجزء من اقتصادها التقليديّ، ربما تكون مجموعات النافاجو قد شكّلت أحزابًا تجاريّةً أو مداهمةً، وسافرت مسافات طويلة نسبيًّا.
ينظر هذا الشعب ايضًا إلى الرجال والنساء على أنّهم متساوون معاصرون حيث أنّ هناك حاجة إلى كلّ من الذكور والإناث للتكاثر. على الرغم من أنّ النساء قد يتحملن عبئًا أكبر، إلّا أنّ الخصوبة ذات قيمة عالية لدرجة أنّه من المتوقّع أن يوفّر الذكور موارد اقتصاديّة (تعرف باسم ثروة العروس). الذرة هي رمز للخصوبة في ثقافة نافاجو لأنّها تأكل الذرة البيضاء في مراسم الزفاف. يعتبر غير أخلاقيّ إن كان لا يعيل أحدهما الآخر في تلك العلاقة قبل الزواج أو الزوجيّة.

## الفنون البصريّة

### الفضة
صياغة الفضّة هي شكل فنيّ مهمّ بين النافاجو. يعتبر أتسيدي ساني (حوالي 1830 - 1918) أوّل صائغ فضّة من نافاجو. تعلّم صياغة الفضّة من رجل مكسيكيّ يدعى ناكاي تسوسي ("المكسيكي الرقيق") حوالي عام 1878 وبدأ في تعليم النافاجو الآخرين كيفيّة العمل بالفضّة. بحلول عام 1880 ، كان صائغ الفضة في نافاجو يصنعون مجوهرات مصنوعة يدويًّا بما في ذلك الأساور وقوارير التبغ والقلائد والأقنعة. في وقت لاحق ، أضافوا الأقراط الفضّيّة، والأبازيم، bolos، وحلي الشعر، دبابيس، وقلائد أزهار الاسكواش للاستخدام القبليّ، وبيعها للسيّاح كوسيلة لتكملة دخلهم.